# La Candelaria (Chimborazo)
La Candelaria ist eine Ortschaft und eine Parroquia rural („ländliches Kirchspiel“) im Kanton Penipe der ecuadorianischen Provinz Chimborazo. Die Parroquia besitzt eine Fläche von 81,95 km². Die Einwohnerzahl lag im Jahr 2010 bei 475.

## Lage
Die Parroquia La Candelaria liegt an der Westflanke der Cordillera Real. Entlang der östlichen Verwaltungsgrenze verläuft ein über 4000 m hoher Gebirgszug in Nord-Süd-Richtung. Im Südosten erhebt sich der Vulkan El Altar. Der äußerste Osten der Parroquia umfasst das Quellgebiet des Río Puela. Dieser entwässert das Areal nach Norden. Der etwas größere westliche Teil der Parroquia wird über den Río Blanco nach Nordwesten entwässert. Die Quebrada Collanes sowie der Río Blanco begrenzen das Verwaltungsgebiet im Süden und im Westen. Der 2950 m hoch gelegene Hauptort befindet sich im Flusstal des Río Blanco 7 km südsüdöstlich vom Kantonshauptort Penipe.
Die Parroquia La Candelaria grenzt im Osten und im Südosten an die Provinz Morona Santiago mit der Parroquia Cumandá (Kanton Palora) und dem Kanton Pablo Sexto, im Süden und im Westen an die Parroquia Químiag (Kanton Riobamba), im Nordwesten an die Parroquia Penipe sowie im Nordosten an die Parroquia Matus.

## Orte und Siedlungen
In der Parroquia La Candelaria gibt es folgende Comunidades: Releche, Tarau und La Matriz.

## Ökologie
Die Gipfelregion des Vulkans El Altar im Südosten der Parroquia liegt innerhalb des Nationalparks Sangay.